# Ammophila ruficosta
Ammophila ruficosta là một loài côn trùng cánh màng trong họ Sphecidae, thuộc chi Ammophila. Loài này được Spinola miêu tả khoa học đầu tiên năm 1851.